# جيك باكارد
جيك باكارد (بالإنجليزية: Jake Packard) (مواليد 20 يونيو 1994) هو سبّاح أسترالي، مثّل بلاده في الألعاب الأولمبية الصيفية 2016.

## روابط خارجية
جيك باكارد على موقع الاتحاد الدولي للسباحة (الإنجليزية)
- جيك باكارد على موقع SwimRankings.net (الإنجليزية)
- جيك باكارد على موقع اللجنة الأولمبية الدولية (الإنجليزية)
- جيك باكارد على موقع أوليمبيديا (الإنجليزية)
- جيك باكارد على موقع اللجنة الأولمبية الأسترالية (الإنجليزية)